# Sana Krasikov

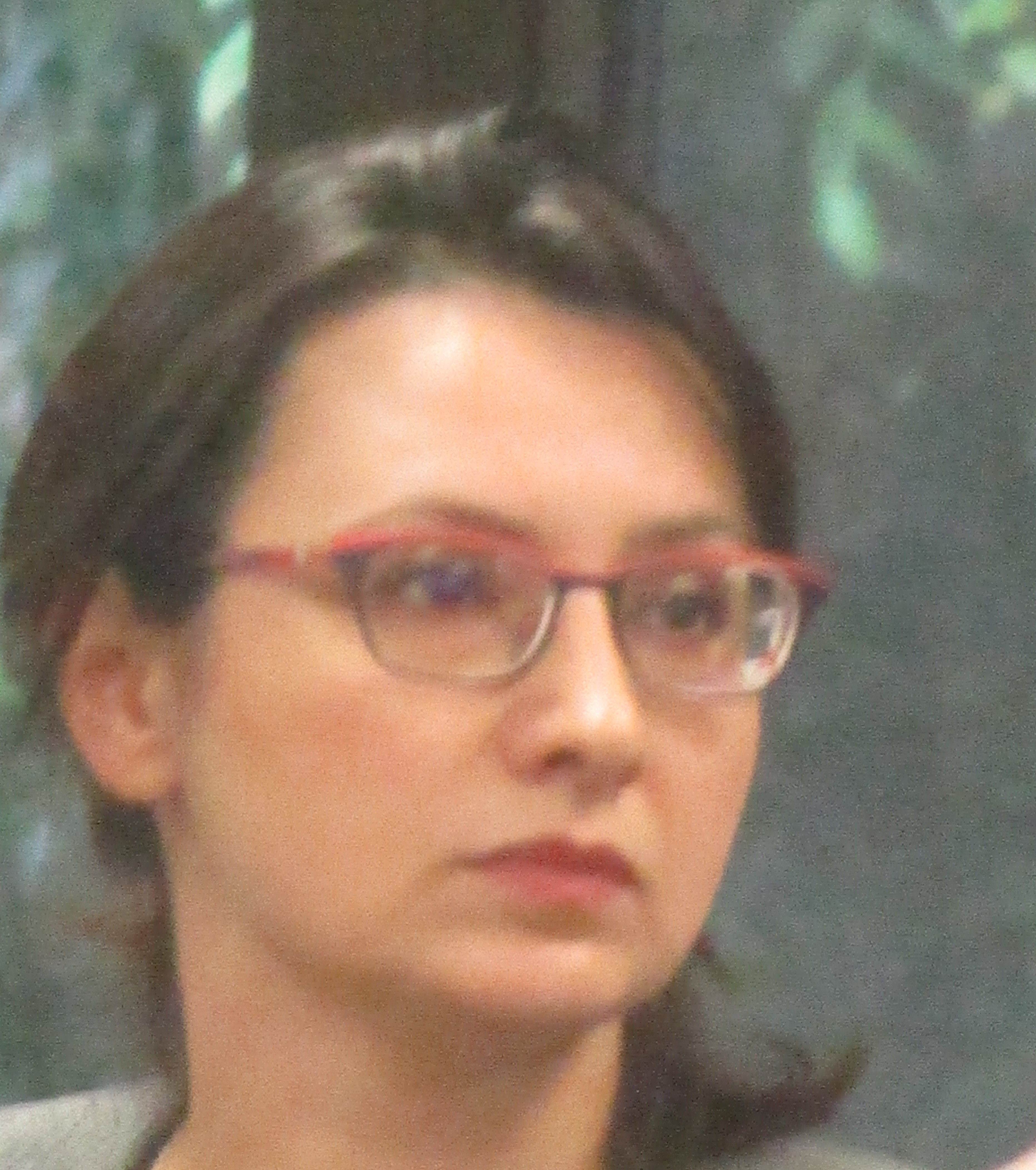
Sana Krasikov

Sana Krasikov (geboren 1979 in der Ukrainischen Sowjetrepublik) ist eine US-amerikanische Schriftstellerin.

## Leben
Sana Krasikov wuchs in der Georgischen Sowjetrepublik auf und emigrierte als Neunjährige mit ihren jüdischen Eltern in die USA. Sie studierte zunächst Chemie, dann Literatur und Kunst, absolvierte den Iowa Writers’ Workshop  und erhielt ein Fulbright-Stipendium.
Ihr 2008 veröffentlichter Band mit Erzählungen erzielte große Aufmerksamkeit. 2017 veröffentlichte sie ihren ersten Roman.

## Auszeichnungen
- 2019: Prix du premier roman étranger für Les Patriotes

## Werke
- One More Year : stories. Random House, 2008, ISBN 978-0-385-52439-1
  - In Gesellschaft von Männern : Erzählungen. Übersetzung Silvia Morawetz. München : Luchterhand, 2009, ISBN 978-3-630-62154-8
- The Patriots : a novel. Spiegel & Grau, 2017, ISBN 978-0-385-52441-4